# Абсолютні Шибайголова та Електра
«Абсолютні Шибайголова та Електра» (англ. «Ultimate Daredevil and Elektra») — мінісерія коміксів з чотирьох випусків 2002 року, що вийшла в американському видавництві Marvel Comics, сценаристом якої є Ґреґ Рука, а художником Сальвадор Ларрока. Продовження серії під назвою «Ultimate Elektra» вийшло в серпні 2004 року.

## Сюжет
У цій історії Метт Мердок і Електра Начос — студенти Колумбійського університету, де вони зустрічаються і починають зустрічатись. Мердок сліпий і вивчає право. Протягом історії Електру та її сусідів по кімнаті домагається багатий хлопець Трей Ленґстром, поки Електра, майстриня бойових мистецтв, не дає йому відсіч. У відповідь Ленґстром з групою головорізів знищує бізнес батька Електри. Мердок, також майстер бойових мистецтв і володар посилених відчуттів (які компенсують його сліпоту), змушує бандитів зізнатися, але не зміг зупинити Електру, яка серйозно поранила Ленґстрома. У той час як Метт розкриває Електрі свою особистість, вона змушує його вибирати між їхнім коханням і почуттям обов'язку. Він обирає друге, і їхні шляхи, очевидно, розходяться.

## Видання
| Назва                          | Дата видання | Видавництво        | ISBN                   | Примітки |
| ------------------------------ | ------------ | ------------------ | ---------------------- | -------- |
| Ultimate Daredevil and Elektra | 1 січня 2003 | Marvel Enterprises | ISBN 978-0-7851-1076-7 | [ 1 ]    |

## Огляди
Перший випуск «Ultimate Daredevil and Elektra» посів 13-те місце з накладом 77 050 примірників за попереднім замовленням. Другий випуск «Ultimate Daredevil and Elektra» посів 13-те місце в списку 300 найкращих коміксів за грудень 2002 року з накладом 67,761, тоді як третій випуск посів 14-те місце з накладом 66,360. Останній випуск посів 12-те місце в рейтингу за січень 2003 року з накладом 66 107 примірників.